# Trochosa suiningensis
Trochosa suiningensis là một loài nhện trong họ Lycosidae.
Loài này thuộc chi Trochosa. Trochosa suiningensis được Peng et al miêu tả năm 1997..